# Xapanã
Xapanã é um orixá oriundo de Empê, no território dos Nupés. Era um guerreiro terrível que, seguido de suas tropas, percorria o céu e os quatro cantos do mundo. Ele massacrava sem piedade aqueles que se opunham à sua passagem. Seus inimigos saíam dos combates mutilados ou morriam de peste."
Segundo alguns pesquisadores é semelhante ou igual a Obaluaiê ou Sapatá; é o Orixá da varíola, e de todas as doenças de pele, tanto pode provocá-las quanto curar as enfermidades, é cultuado na maioria dos terreiros do Brasil sendo muito respeitado e temido por todos seguidores das religiões afro-brasileiras.
Costuma-se dizer que o nome Xapanã é tabu, preferindo-se referir-se a ele como Obaluaiê  ou Omolu, ainda que no Batuque do Rio Grande do Sul este nome seja pronunciado de maneira genérica.